# Zero Hora
Zero Hora é um jornal brasileiro de circulação diária, com base em Porto Alegre, Rio Grande do Sul. O jornal foi fundado em 1964 por Ary Carvalho e é controlado pelo Grupo RBS. É considerado um dos principais jornais de referência do Brasil, ao lado de outros jornais como Folha de S.Paulo, Estado de Minas, O Globo, Correio Braziliense e O Estado de S. Paulo.

## História

### Século XX

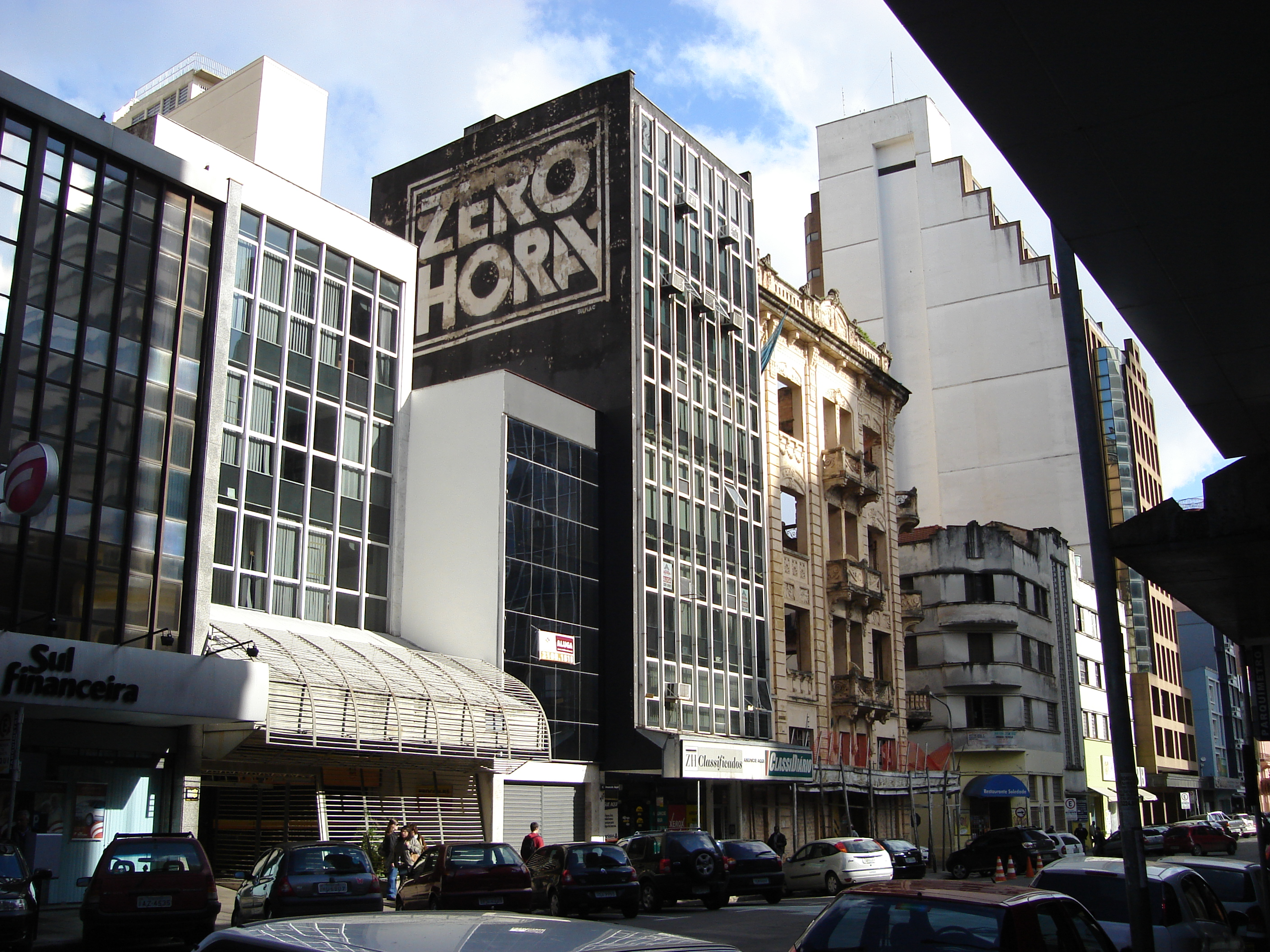
Antiga sede do jornal na Rua Sete de Setembro, 2008

Foi fundado em 4 de maio de 1964 pelo jornalista Ary de Carvalho. Sua primeira sede localizava-se na Rua Sete de Setembro. Em 1969, foi inaugurada a sede na Avenida Ipiranga, no bairro Azenha. Em 1970, o controle de Zero Hora passa ao Grupo RBS.
Um incêndio atingiu as instalações do jornal em 29 de março de 1973, consumindo parte dos arquivos e redação. A redação foi transferida provisoriamente para o Jornal do Comércio, onde também foi impressa a edição do dia seguinte.
Em 1975, o jornal passou a circular em todos os municípios do Rio Grande do Sul. Em 1984, tornou-se o quinto jornal mais lido do país, com mais de 3 milhões de exemplares vendidos ao longo do mês. Em 1988, ZH deixa de ter produção artesanal e esta passa a ser padronizada. Em 1995, entra no ar o primeiro site de Zero Hora na internet. Em 1996, a edição e produção passa a ser totalmente digital.

### Século XXI

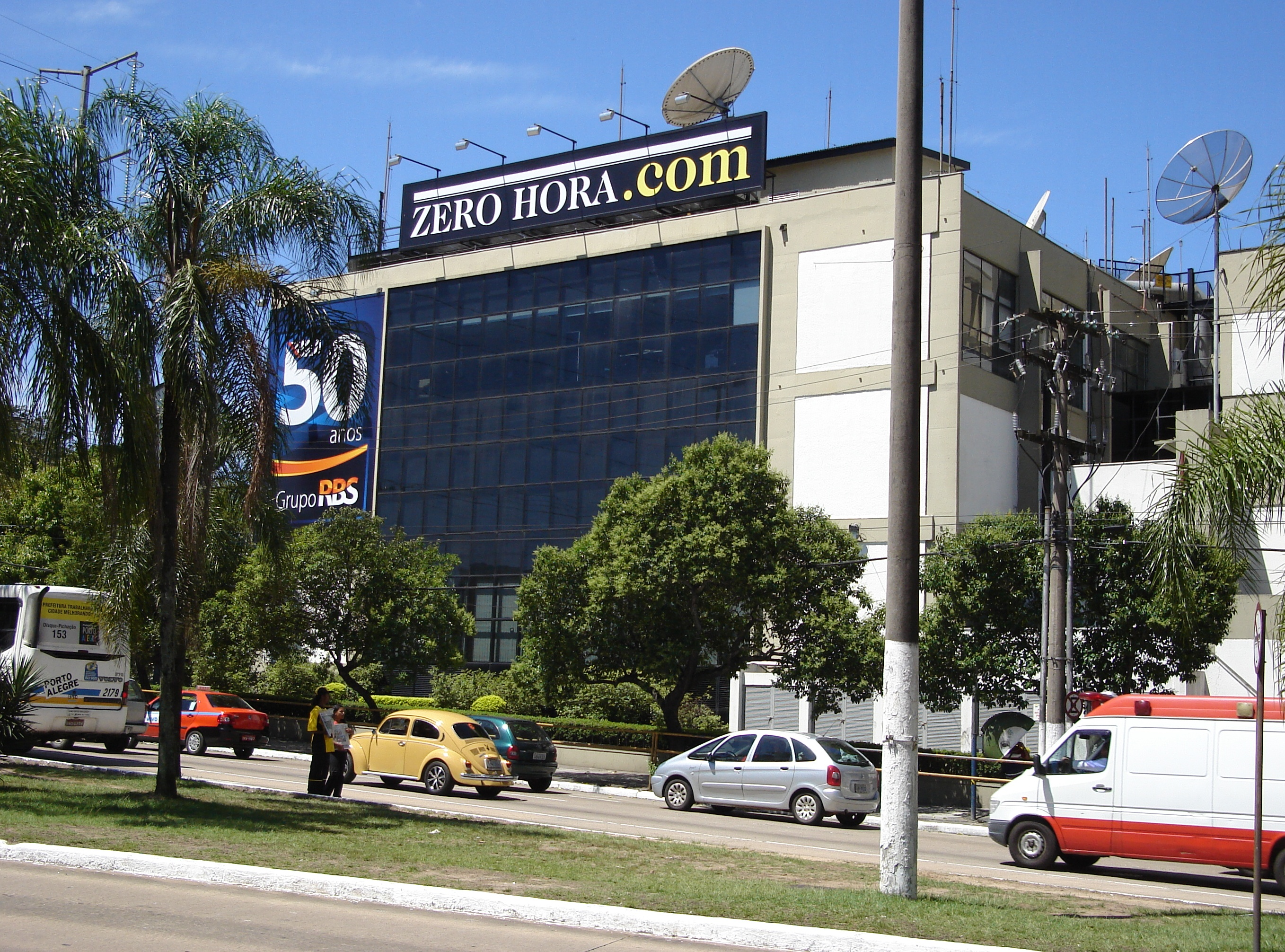
Atual sede do jornal na Avenida Ipiranga, 2007

Às 4h do dia 19 de setembro de 2007, entrou no ar o website ZeroHora.com, que apresenta notícias atualizadas 24 horas por dia, sete dias por semana, mais a versão impressa do periódico. Em 8 de setembro de 2010, o jornal passou a cobrar pela versão digital do seu conteúdo impresso.
Nas comemorações dos 50 anos do jornal em 2014, foi adotado um novo padrão gráfico. Com novas divisões e novo estilo de capa, em 1º de maio estreou o novo formato e nova logomarca, com a sigla "ZH" e um triângulo-retângulo amarelo encaixado na primeira letra. A logomarca, então fixa no cabeçalho, passa a ser móvel, seguindo uma tendência internacional e um estilo que chegou a ser adotado pelo jornal até 1994.
Desde o final de semana dos dias 5 e 6 de março de 2016 as edições de sábado e domingo do jornal se fundiram, circulando em edição conjunta, com o caderno "Vida" encartado na "super edição", a estreia do novo caderno DOC somado aos encartes tradicionais do domingo, mais o caderno com os tradicionais anúncios classificados com circulação em todo o estado. Esta edição foi criada visando redução de custos principalmente de impressão, e devido ao fato de há anos o jornal ter uma edição dominical porém impressa e entregue às tardes de sábado, como acontece em muitos grandes jornais brasileiros. A edição dominical passou a ser disponibilizada aos assinantes nas plataformas digitais com a atualização do noticiário do sábado como os resultados de loterias e dos jogos de futebol e os primeiros acontecimentos do domingo.
Em 21 de setembro de 2017, o Grupo RBS lançou o portal de notícias GaúchaZH, de modo a convergir o conteúdo noticioso da Rádio Gaúcha e do jornal Zero Hora na internet, substituindo os antigos websites dos dois veículos de comunicação, além da produção de conteúdo exclusivo de ambos para o meio digital.

## Prêmios

### Prêmio ExxonMobil de Jornalismo(Esso)
- 1995: Esso Regional Sul, concedido a Carlos Wagner, pela obra "O BRASIL DE BOMBACHAS"[15]
- 1997: Esso Regional Sul, concedido a Eduardo Veras e Itamar Melo, pela obra "NO LIMIAR DA CIVILIZAÇÃO"[16]
- 1998: Esso Regional Sul, concedido a Carlos Wagner, Humberto Trezzi e Nilson Mariano, pela obra "A FRONTEIRA DO CRIME"[17]
- 1999: Esso Regional Sul, concedido a Eliane Brum, pela obra "A VIDA QUE NINGUÉM VÊ"[18]
- 2003: Esso Regional Sul, concedido a Carlos Wagner, pela reportagem "Uma Viagem ao País Bandido"[19]
- 2005: Esso Regional Sul, concedido a Renato Bertuol Barros, Júlio Cordeiro e Equipe, pela reportagem "Paixão pelo Futebol"[20]
- 2006: Esso Regional 2, concedido a Carlos Etchichury e Nilson Mariano, pela reportagem "O Novo Retrato do Pampa"[21]

### Prêmio Vladimir Herzog
Prêmio Vladimir Herzog de Fotografia
| Ano  | Obra              | Veículo de mídia | Autor            | Resultado |
| ---- | ----------------- | ---------------- | ---------------- | --------- |
| 2013 | "Depósito Humano" | Zero Hora        | Jefferson Botega | Venceu    |